# Caldazinha
| Caldazinha                      | Caldazinha                                                         |
| ------------------------------- | ------------------------------------------------------------------ |
|                                 |                                                                    |
| Wappen                          | Flagge                                                             |
| Wappen von Caldazinha unbekannt | Flagge von Caldazinha unbekannt                                    |
| Karte                           |                                                                    |
|                                 |                                                                    |
| Basisdaten                      |                                                                    |
| Staat:                          | Brasilien (BRA)                                                    |
| Bundesstaat:                    | Goiás (GO)                                                         |
| Mesoregion:                     | Zentral-Goiás                                                      |
| Mikroregion:                    | Goiânia                                                            |
| Geografische Lage:              | 16° 43′ S, 49° 0′ W                                                |
| Distanz zu Goiânia:             | 27 km                                                              |
| Angrenzende Gemeinden:          | Leopoldo de Bulhões, Silvânia, Bela Vista de Goiás, Senador Canedo |
| Zeitzone:                       | UTC-3 Sommer: UTC-2                                                |
| Höhe:                           | 866 m                                                              |
| Fläche:                         | 244,745 km²                                                        |
| Einwohner:                      | 3.322                                                              |
| Bevölkerungsdichte:             | 13,6 Einwohner / km²                                               |
| Telefonvorwahl:                 | +5562                                                              |
| Postleitzahl (CEP):             | 75245-000                                                          |
| Adresse der Stadtverwaltung:    | Av Bernardo Sayão Q 17, s/n lt 9 Setor Central                     |
| Offizielle Website:             | keine                                                              |
| Jahrestag:                      | 1. Januar                                                          |
| Gemeindegründung:               | 1993                                                               |
| Politik                         |                                                                    |
| Bürgermeister:                  | Francisco Floriano Dutra (PR), 2009–2012                           |
| Vize-Bürgermeister:             | Rui Alexandre (PT), 2009–2012                                      |

Caldazinha ist eine brasilianische politische Gemeinde und Stadt im Bundesstaat Goiás in der Mesoregion Zentral-Goiás und in der Mikroregion Goiânia. Sie liegt südwestlich der brasilianischen Hauptstadt Brasília und 27 km östlich von Goiânia, der Hauptstadt des Bundesstaates, zu deren Metropolregion Caldazinha gehört.

## Geographische Lage
Caldazinha grenzt
- im Norden an die Gemeinde Leopoldo de Bulhões
- im Osten an Silvânia
- im Süden an Bela Vista de Goiás
- im Westen an Senador Canedo